# Bevande nervine
Le bevande nervine sono un gruppo di bevande analcoliche caratterizzate da una specifica attività sul sistema nervoso centrale. Fanno parte di questo gruppo il caffè, il tè, la cioccolata, e gli infusi assimilabili come quelli del guaranà o dell'erba Mate, che sono accomunati dall'avere un effetto stimolante ed energizzante sull'organismo.
Tale effetto è dovuto alla presenza degli alcaloidi naturali caffeina (detta anche teina), teofillina e teobromina; per questa ragione alcuni ritengono di dover aggiungere alle bevande nervine quelle bibite analcoliche che contengono rilevanti quantità di queste xantine, come la cola o le più recenti bevande energetiche.
La pericolosità dell'abuso di queste bevande è testimoniata dalla presenza di effetti collaterali tra cui insonnia, ansia ed agitazione, e dallo sviluppo di fenomeni di tolleranza con progressiva riduzione della risposta dell'organismo alla somministrazione, e di dipendenza con emicrania, incapacità di concentrazione e depressione alla cessazione.
Secondo la classificazione ad uso degli esercenti, all'elenco delle bevande nervine andrebbero aggiunti altri infusi ad effetto nervino differente sul sistema nervoso centrale, come la camomilla. 